# Ференбах
Ференбах (нім. Vöhrenbach) — місто в Німеччині, знаходиться в землі Баден-Вюртемберг. Підпорядковується адміністративному округу Фрайбург. Входить до складу району Шварцвальд-Бар.
Площа — 70,47 км2. Населення становить 3783 ос. (станом на 31 грудня 2020).